# Ramón Pelayo de la Torriente
Ramón Pelayo de la Torriente (Valdecilla, 24 de octubre de 1850-Valdecilla, 26 de marzo de 1932), i marqués de Valdecilla, fue un empresario e indiano español.

## Biografía
Ramón Pelayo nació el 24 de octubre de 1850 en la localidad de Valdecilla (Medio Cudeyo, provincia de Santander). Hijo de Ramón Pelayo de la Gándara y Manuela de la Torriente Hermosa, modestos comerciantes, emigró a Cuba en el año 1864 nada más acabar los estudios primarios. Allí trabaja en un comercio en La Habana propiedad de unos parientes familiares y en 1871 ingresa en el Primer Batallón de Cazadores de Matanzas hasta 1891. Compagina esta dedicación con la de empleado en Bea-Bellido & Cia en Cienfuegos, dedicada a la construcción de carros de carga para ingenios. Sus habilidades para los negocios son destacables y llega a ser gerente y socio de esta importante casa comercial salvándola de la quiebra. Posteriormente se hace propietario de un pequeño abarrote en Matanzas, donde puso la primera piedra de su fortuna.
Inquieto por aprender, marcha a Estados Unidos en plena revolución industrial quedando profundamente impresionado del progreso tecnológico de la industria del país. Es en Nueva York donde se casa el 16 de diciembre de 1889 con María Teresa Piedra Pérez-Abreu, hija de un socio del «Ingenio Feliz», perteneciente a la Company Sugar of New York. La pareja nunca llegó a tener descendencia.
Vuelve en 1892 con las ideas renovadas y en Aguacate compra el ingenio «Rosario», una pequeña plantación de caña de azúcar, y lo transforma hasta convertirlo en una de las explotaciones más avanzadas tecnológicamente de la isla. Allí levanta una planta azucarera en la que emplea a 8000 obreros, contando con ferrocarril propio que conectaba Mamey Duro con el batey de su ingenio, y construyendo viviendas, economato y escuelas para sus obreros, siguiente el modelo de paternalismo industrial de la época. El desarrollo de este ingenio fue tal que pasó de una modesta plantación de azúcar a convertirse en la Rosario Sugar Company con sede en Nueva York.
Durante la Guerra de Independencia cubana Ramón Pelayo pone su fortuna al servicio de las tropas españolas y su residencia se convierte en cuartel y hospital de sangre. Tras la independencia de Cuba, y siendo su esposa de nacionalidad cubana, sigue viviendo durante varios años en la isla.
En estos años ocurre un hecho significativo entre Ramón Pelayo y el futuro ajedrecista José Raúl Capablanca que marcaría el destino de este. Por aquel entonces el empresario, uno de los hombres más influyentes de Aguacate, entabla amistad con los padres de Capablanca. Ve el potencial que ofrece el chico, en esos días un reputado niño prodigio, y propone a aquellos financiar su educación en Estados Unidos. Pelayo no era ajeno a la práctica del ajedrez en Cuba, o al menos no a su figura más renombrada, porque conocía a Celso Golmayo, quien estaba casado con una pariente de Pelayo, Carmelina de la Torriente y Ceballos. Ambos hombres también habían estado afiliados al Partido de la Unión Constitucional conservadora.
El acuerdo entre Pelayo y los padres de Capablanca sería simple: el primero financiaría los estudios de José Raúl en los Estados Unidos en la carrera de ingeniería química en la Universidad de Columbia y, una vez que se graduase, el joven se haría cargo de la parte industrial del negocio azucarero de su mecenas. Pero a Capablanca los estudios no le interesaban lo más mínimo y si viajó a los Estados Unidos en 1904 fue solo por la presión de sus padres. Allí daría a conocer al mundo sus extraordinarias facultades para el ajedrez.
Apodado el montañés, Pelayo tenía fama de ser terco y las realidades de la vida terminaron destruyendo este acuerdo, ya que se enfrentaban entre sí dos personalidades opuestas. Por un lado, un joven con talento, pero indiferente cuando no había nadie a su lado que lo guiara y lo ayudara a concentrarse; en el otro lado, un hombre diligente que no perdonaba el incumplimiento.
La Primera Guerra Mundial provoca un periodo de bonanza en Cuba. Se incrementa el precio del azúcar debido a la demanda en Estados Unidos para el sector de la alimentación y la fabricación de material explosivo, lo que hace multiplicar la fortuna de Ramón Pelayo.
Como otros muchos españoles indianos, no permanece en la isla toda su vida y tras vender sus propiedades por ocho millones de pesos cubanos a la Hershey’s Corporation, fabricante de chocolates y dulces, en 1920 regresa a España, donde se dedica a los negocios.
Dado su apoyo de la causa española en Cuba, sus actividades filantrópicas y el favor a la monarquía, en 1916 el rey Alfonso XIII le concede el Marquesado de Valdecilla y, en 1927 la Grandeza de España. Además es declarado hijo preclaro y predilecto de Medio Cudeyo. Las obras filantrópicas de este indiano en Cantabria y fuera de ella fueron numerosas, entre ellas se encontraron las escuelas y Ayuntamiento en Medio Cudeyo y otros municipios de la región, juzgado, casa cuartel de la Guardia Civil e iglesia de Valdecilla. Destaca la aportación de un millón de pesetas para la construcción de la Universidad Central y 110 000 para el Palacio de la Magdalena, residencia de verano de Alfonso XIII. 
Su contribución a la educación, sanidad y obra pública es muy importante, con numerosos proyectos financiados. No obstante, cabe señalar su mayor aportación y por la que más será recordado: la Casa de Salud de Valdecilla (actual Hospital Universitario Marqués de Valdecilla), inaugurada en 1929 y construida según las más avanzadas ideas de arquitectura hospitalaria de aquel momento. El proyecto le trajo problemas al marqués con la burguesía santanderina, que no veía con buenos ojos unas instalaciones que daban el mismo servicio independientemente de la clase social. La falta de apoyo hizo que asumiera su financiación en solitario, aportando unos 16 millones de pesetas y exigiendo que el nuevo hospital tuviese las más altas exigencias técnicas y científicas. Sería el germen del actual complejo hospitalario y las escuelas universitarias de medicina y enfermería.

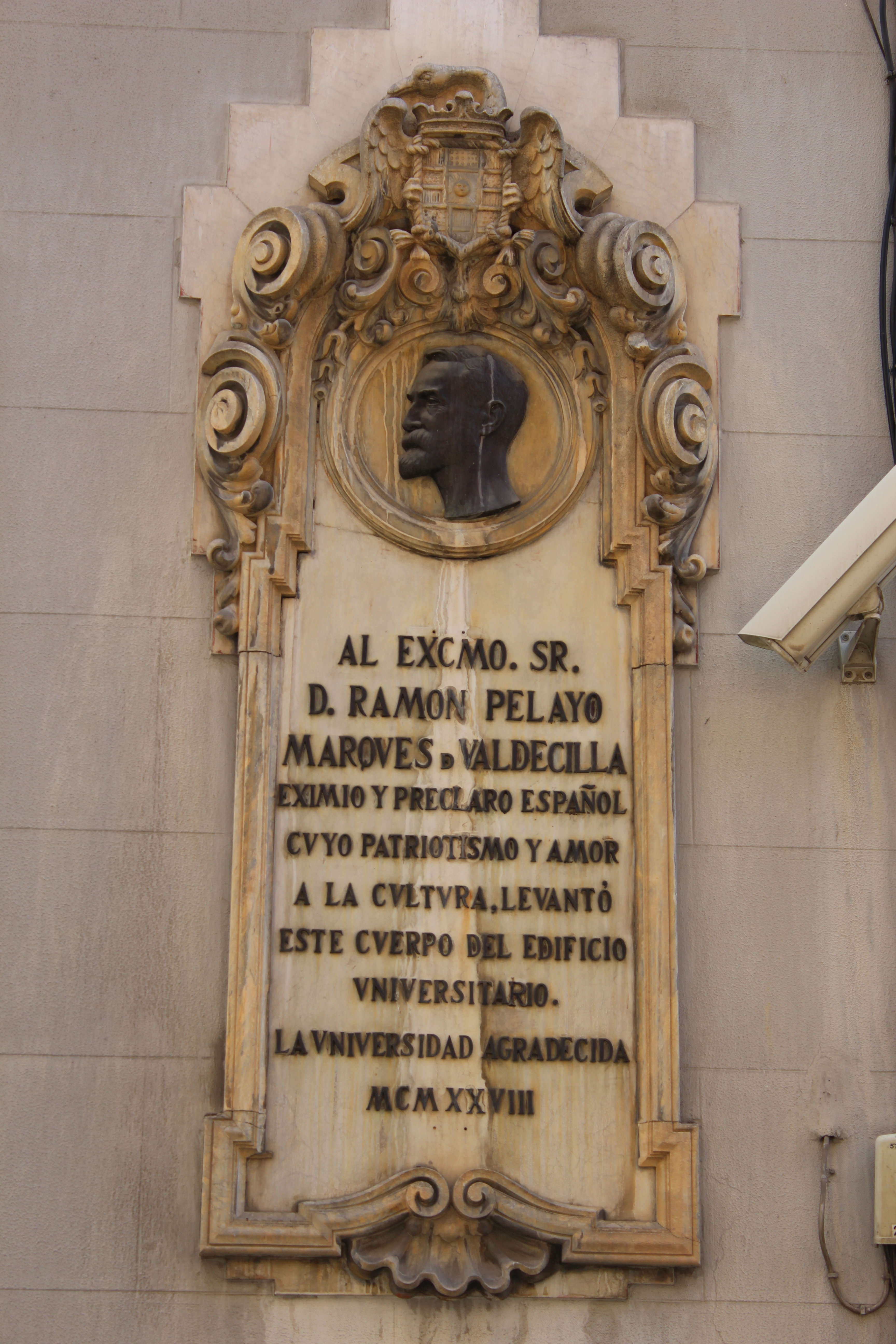
Lápida conmemorativa ubicada en la calle del Noviciado de Madrid, inaugurada el 10 de octubre de 1928 con asistencia de Miguel Primo de Rivera.

La escritora cántabra Concha Espina, en un artículo publicado el 2 de abril de 1927 en el diario madrileño La Libertad, aunque escrito en marzo de ese mismo año, cuenta como gracias a las importantes cantidades económicas que invirtió en su tierra, se le había adjudicado en la entonces provincia de Santander de forma afectuosa el título de «Duque de Cantabria»:

Dicen que una vez a Cantabria la gobernó un duque. (...) Revive hoy en nosotros con fuerte obstinación la memoria de aquella jerarquía. Duque de Cantabria decimos, y nos suena muy bien, no a la frase y hueca redonda, sino a recio poderío, saturado por la braveza del mar y del monte, a rehabilitación señorial, ancha y robusta, hincada en la Historia, con masteleros navegantes, con surcos fértiles, camino de las Américas. Es que nos sugestiona la imagen actual de un hombre a quién instintivamente se ha llamado en nuestro país Duque de Cantabria. (...) Este montañés, Duque de Cantabria por aclamación sentimental de un pueblo y por derecho de tributos económicos, tiene cerca de sí la mano blanca de una musa que coincide siempre con el ademán extendido de millonario.
Concha Espina

En junio de 1931, apenas dos meses después de proclamarse la Segunda República, aportó cien mil pesetas al grupo de conspiradores (dirigido entonces por el general Luis Orgaz) que planeaban el golpe de Estado que se vino a conocer como Sanjurjada. Ese dinero sería desviado, en diciembre de ese año, por el marqués de Quintanar para financiar la fundación de la revista propagandística antirrepublicana Acción Española.
Ramón Pelayo moriría en su localidad natal, Valdecilla, el 26 de marzo de 1932.
Actualmente la finca, de más de 145 000 m² donde pasó el marqués sus últimos años, es propiedad del Ayuntamiento de Medio Cudeyo. Forma un espacio expositivo abierto al público con jardines, edificios y una amplia extensión de pradera y bosque que es posible visitar de forma libre. Además, el conjunto tiene en la denominada «Casa Blanca», la antigua residencia del marqués, un museo a su figura. También es posible visitar de forma guiada algunas de las casas del conjunto, que muestran las estancias y mobiliario original de la primera mitad del siglo XX.